# Élections législatives islandaises de 1934
Les élections législatives islandaises de 1934 ont lieu le 24 juin 1934. Le Parti de l'indépendance arrive en tête du scrutin avec 20 sièges au Parlement. 
Une coalition est formée entre le Parti du progrès et le Parti social-démocrate. Hermann Jónasson devient Premier ministre d'Islande.

## Résultats
| Partis                   | Partis                         | Voix   | %     | +/−  | Sièges par chambre | Sièges par chambre | Sièges par chambre | Sièges par chambre |
| Partis                   | Partis                         | Voix   | %     | +/−  | Basse              | +/−                | Haute              | +/−                |
| ------------------------ | ------------------------------ | ------ | ----- | ---- | ------------------ | ------------------ | ------------------ | ------------------ |
|                          | Parti de l'indépendance (D)    | 21 974 | 42,32 | 5,69 | 14                 | 1                  | 6                  | 1                  |
|                          | Parti du progrès (B)           | 11 377 | 21,91 | 2,00 | 9                  | 2                  | 6                  | 1                  |
|                          | Parti social-démocrate (A)     | 11 269 | 21,70 | 2,46 | 7                  | 3                  | 3                  | 2                  |
|                          | Parti paysan                   | 3 348  | 6,45  | Nv.  | 2                  | 2                  | 1                  | 1                  |
|                          | Parti communiste d'Islande (K) | 3 098  | 5,97  | 1,52 | 0                  | en stagnation      | 0                  | en stagnation      |
|                          | Parti nationaliste             | 363    | 0,70  | Nv.  | 0                  | en stagnation      | 0                  | en stagnation      |
|                          | Indépendants                   | 499    | 0,96  | 0,39 | 1                  | 1                  | 0                  | 1                  |
|                          |                                |        |       |      |                    |                    |                    |                    |
| Votes valides            | Votes valides                  | 51 929 | 99,02 |      |                    |                    |                    |                    |
| Votes blancs et nuls     | Votes blancs et nuls           | 516    | 0,98  |      |                    |                    |                    |                    |
| Total                    | Total                          | 52 445 | 100   | –    | 33                 | 5                  | 16                 | 2                  |
| Abstentions              | Abstentions                    | 11 893 | 18,49 |      |                    |                    |                    |                    |
| Inscrits / participation | Inscrits / participation       | 64 338 | 81,51 |      |                    |                    |                    |                    |